# خبز جزائري

## تاريخ الخبز في الجزائر
كانت الجزائر دولة مصدرة للقمح في قرون مضت لنتحول إلى دولة مستوردة له وبامتياز، فالجزائر في عهد الاحتلال الروماني كانت تلقب «بمطمورة روما» ونقل لنا مؤرخو ذلك الزمان أن الفلاحين كانوا يحصدون القمح مرتين في السنة، وفي العهد العثماني كانت الجزائر تزود جيوش نابليون بونابرت بأطنان من القمح لدعمه في حربه ضد الجيوش الأوروبية وهو ما يؤكد أن الجزائر كانت قوة اقتصادية يحسب لها حسابها بفضل الإنتاج الوفير من القمح الذي كانت الجزائر تستعمله كسلاح أخضر ضد أعدائها.أما عن الجانب المتعلق بالتعامل مع القمح متمثلا في رغيف الخبز.

### استهلاكالخبزفي الجزائر
فاستهلاك الفرد الجزائري من القمح يقدر بنحو 220 كلغ سنوياً وهو ما يفوق المعدل الدولي بـ 192 كلغ سنويا، مما يضطر الجزائر إلى استيراد 4 ملايين طن من القمح سنوياً، في حين لم يتجاوز الإنتاج الوطني في أحسن الأحوال مستوى 4.6 مليون طن، أي أن الإنتاج الوطني يغطي ما بين 30 إلى 60٪ من الاستهلاك المحلي وهو بذلك خاضع إلى التقلبات الجوية.
تعود الجزائريون على استهلاك الخبز المسمى بـ 40 % منذ الاستقلال، وهذا يعني أن 40 بالمائة من القمح يوجه لإنتاج الخبز و60 % يوجه للعلف (ما يعرف بالنخالة) بينما من المفروض العكس صحيح، وهو مقياس عالمي، وبذلك يفقد الجزائريون عند استهلاك الخبز القيمة الغذائية الرئيسية.

### دعم الدولة للخبز
- إن السعر الحقيقي للخبزة الواحدة هو ما بين 40 و70 دج (0.55 -0.96 دولار) حسب نوع الخبز· ولكن لا زال الجزائري يدفع 10 دج أي 0.103 دولار.

لأن تدعيم الخبز يكلف الخزينة الجزائرية يوميا مليوني دولار، أي ما يفوق 700 مليون دولار سنوياً، وهذا الرقم مرجح للارتفاع مع ارتفاع الأسعار في الأسواق العالمية مستقبلاً· فتقديم العلاوات مباشرة للفئات التي ذكرتها ذوي الدخل الضعيف أو المحدود قد يكلف الدولة سنويا 360 مليون دولار سنوياً، وبفضل سياسة محكمة، يمكن تقليصه تدريجيا إلى 100 مليون دولار سنويا، ويوجه الفرق لتشكيل الاحتياط من القمح الصلب واللين مستقبلا لغرض التحكم في الأسعار من جهة، وأن تحتاط الدولة لكل النتائج السلبية لمختلف السيناريوهات المتوقعة المتشائمة منها أو المتفائلة من جهة أخر.
نجاح الجزائر في التعامل مع القمح رغم أنها لا تزال إحدى الدول الرئيسية المستوردة للقمح بعد مصر والسعودية، حيث اعتمدت في هذا الإطار على تحويل الدعم الذي تدعم به معظم الدول العربية رغيف الخبز من دعم للرغيف ذاته متمثلا في صوره تخفيض سعر أجولة القمح التي تباع للمخابز مع فرض تسعيرة إجبارية للرغيف إلى دعم مادي يُمنح أموالا لغير القادرين لمساعدتهم على شراء رغيف الخبز بسعره العادي الذي تفرضه مقتضيات السوق.

### أشهر أنواع الخبز

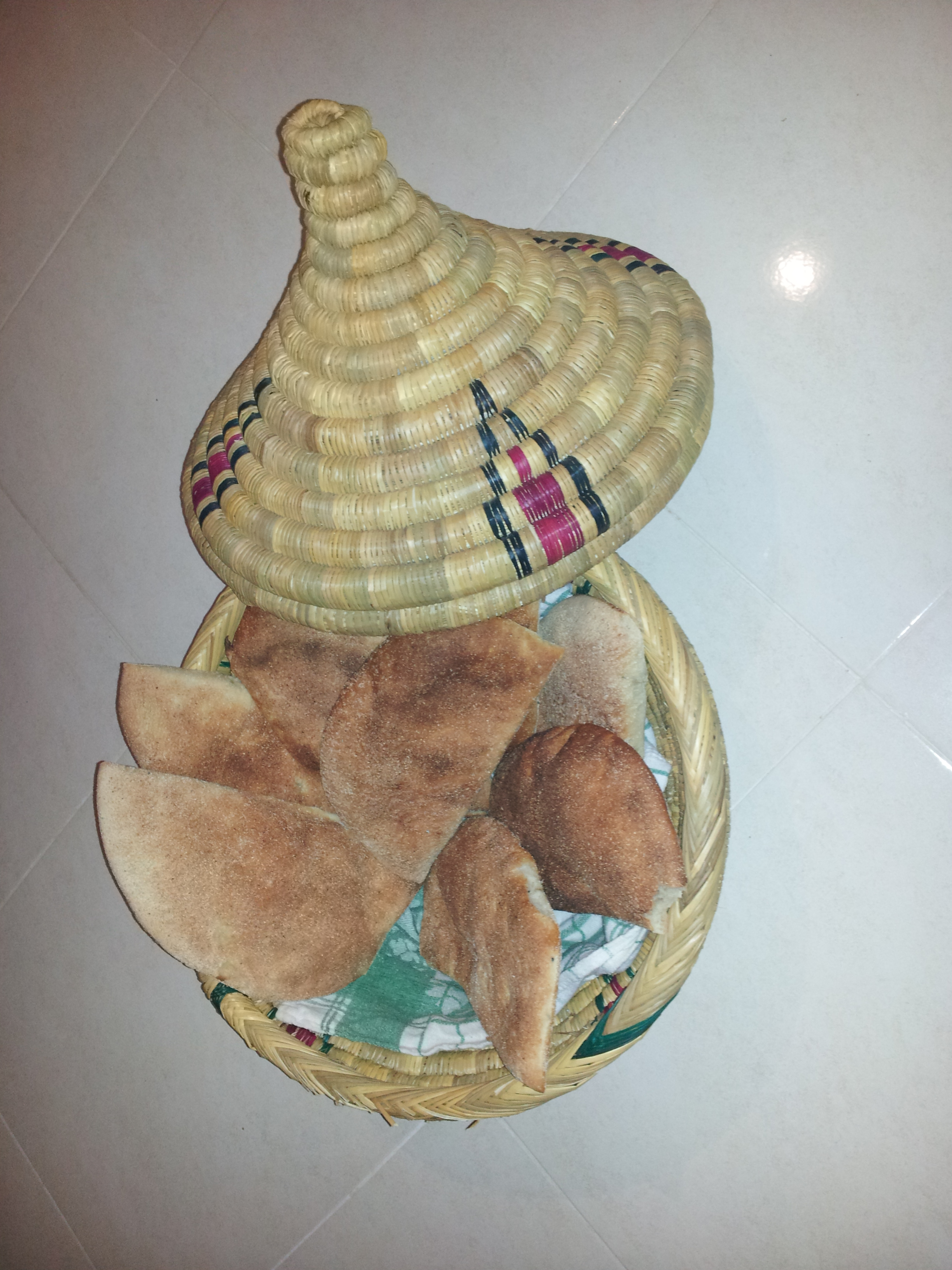
خبز الدار.

يعرف المطبخ الجزائري بأنواع متعددة من الخبز وغالبا ما يفضل الجزائريون اعداد هذا الخبز في المنازل بدل اقتناءه من المخابز، ويتونع الخبز الجزائري يتنوع الحضارات والثقافات التي مر بها تاريخ الجزائر العظيم، هناك أنواع كثيرة لا مجال لذكرها كلها ولكننقدم معظمها هنا.
- المطلوع
- خبز الدار.
- خبز بالدقيق وحبات البركة أو السانوج أو الحبة السوداء.
- خبز الملة
- فطير
- المبسبس
- ملوي (خبز)
- بغرير
- مسمن
- كسرة (خبز جزائري)